# Santuario della Madonna del Divino Amore
Das Santuario della Madonna del Divino Amore (ital. für „Heiligtum der Mutter Gottes von der göttlichen Liebe“) ist eine römisch-katholische Kirche und Titeldiakonie in der zur Stadt Rom gehörenden Zone Castel di Leva an der Via del Santuario.
Die Kirche wurde ab 1745 nach Plänen des Architekten Filippo Raguzzini erbaut. Am 24. Mai 1912 wurde die gleichnamige Pfarrei mit dem Apostolischen Schreiben Quamdiu per agri romani von Papst Pius X. errichtet.
Anstelle von San Sebastiano fuori le mura wurde im Heiligen Jahr 2000 von Papst Johannes Paul II. das Santuario della Madonna del Divino Amore unter die sieben römischen Pilgerkirchen aufgenommen. Diese Änderung hat sich gegenüber der Jahrhunderte alten Tradition bisher nicht durchgesetzt.
Am 28. November 2020 wurde die Kirche von Papst Franziskus zur Titeldiakonie erhoben. Ihr erster Kardinaldiakon wurde Enrico Feroci, der auch seit 2019 Pfarrer der Pfarrei Santa Maria del Divino Amore ist.